# روگویواتس (ستانووو)
روگویواتس (به صربی: Rogojevac) یک منطقهٔ مسکونی در صربستان است که در ناحیه شومادئیا واقع شده‌است. روگویواتس ۳۹۴ نفر جمعیت دارد.